# Osselet de l'ouïe
Pour les articles homonymes, voir Osselet.

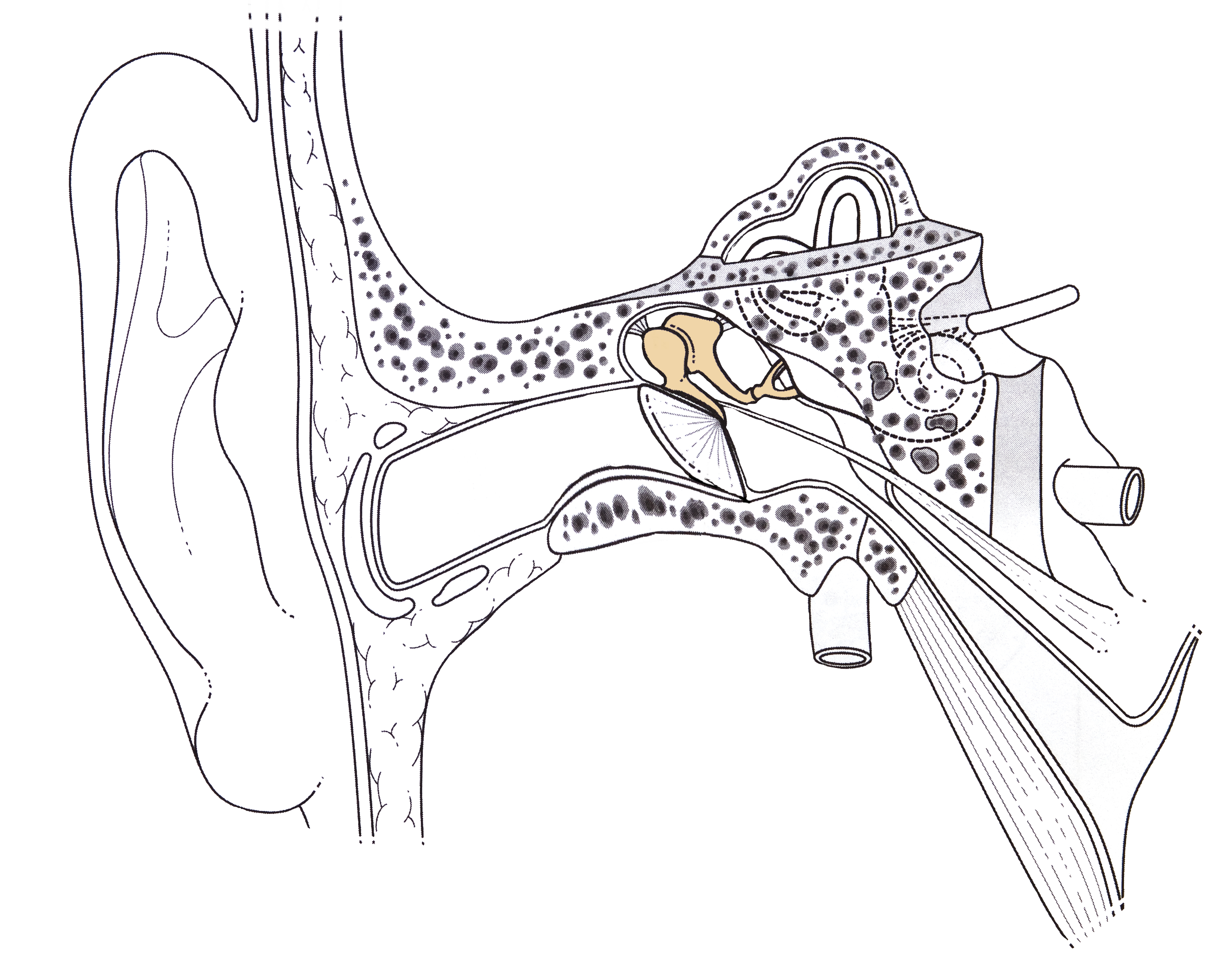
Place de la chaine des osselets dans l'oreille

Chez les mammifères, les osselets de l'ouïe (ou chaîne des osselets) sont trois petits os qui appartiennent à l'oreille moyenne et sont contenus dans la partie pétreuse de l'os temporal. Chez l'humain, ce sont de l'extérieur vers l'intérieur : le marteau (ou malleus), l'enclume (ou incus) et l'étrier (ou stapes). 
Ce sont les trois plus petits des os du squelette (l'enclume mesure 3mm).
Ils permettent la transmission et l'amplification des vibrations sonores du tympan jusqu'à la fenêtre ovale du vestibule. Ils sont issus de l'évolution des os formant la mandibule chez les synapsides.

## Articulations
L'articulation Incudo-malléaire est entre le marteau et l'enclume. C'est une diarthrose avec synoviale par emboitement réciproque (toroïde). Il existe un ménisque et son ossification débute à l'âge de 15 ans.
L'articulation Incudo-stapédienne est entre l'apophyse lenticulaire de l'enclume et la tête de l'étrier. C'est une énarthrose avec synoviale.
La syndesmose tympano-stapédiale est entre la platine de l'étrier et la fenêtre du vestibule. Les deux surfaces articulaires sont réunies par un ligament puissant : le ligament annulaire du stapès.

## Ligaments
La chaîne des osselets est fixée au tympan en dehors et au labyrinthe en dedans, mais elle est aussi suspendue par des ligaments.
Le marteau est maintenu par trois ligaments :
le ligament suspenseur (ou supérieur), robuste cylindre qui suspend la tête du marteau à la voûte ;
le ligament externe, tendu en éventail de la face externe du col au mur de la logette ;
le ligament antérieur, qui s'attache sur l'apophyse antérieure du marteau et le relie à l'épine du sphénoïde par la scissure de Glaser.
L'enclume est suspendue par deux ligaments :
le ligament postérieur, tendu de la branche horizontale de l'enclume à la fossa incudis ;
le ligament supérieur, qui suspend la tête au tegmen, comme son homologue du marteau, bien que plus grêle que ce dernier.

## Muscles
Il existe deux muscles qui agissent sur les osselets.
Le muscle du marteau naît du canal qui le contient et du sphénoïde, il s'étend dans le canal osseux qui le contient au-dessus de la trompe d'Eustache. Il s'attache par un tendon sur la partie haute et interne du manche du marteau après avoir fait un angle droit sur le bec de cuillère à la sortie du tube qui le protège. Sa contraction tend la chaine tympano-ossiculaire en venant pousser vers l'intérieur l'étrier dans la fenêtre ovale. Il mesure 2 cm en moyenne.
Le muscle de l'étrier est le plus petit des muscles, il mesure 7 mm. Il naît du canal de la pyramide et son tendon s'insère sur la face postérieure de la tête de l'étrier. Son action est antagoniste du muscle du marteau, il bascule l'étrier en dehors et détend la chaîne tympano-ossiculaire.